# هوه كيونغ-يونغ
هوه كيونغ-يونغ هو سياسي كوري جنوبي، ولد في 1950 في ميريانغ ‏ في كوريا الجنوبية. نشط حزبياً في Democratic Republican Party (South Korea, 1997) ‏.